# Пчелов, Геннадий Алексеевич
Генна́дий Алексе́евич Пчело́в (род. 17 мая 1937, деревня Кудеснеры, Чувашская АССР) — российский аграрий и политик.
Окончил Казанский сельскохозяйственный институт (1959). В Волжском районе Марийской АССР: второй секретарь райкома ВЛКСМ (1960—1961), председатель колхоза «Победа» (1961—1964). Главный агроном Новоторъяльского управления сельского хозяйства (с 1965); на работе в КПСС (с 1971): инструктор обкома, второй секретарь Сернурского райкома, первый секретарь Оршанского райкома (1978—1980). Начальник отдела кадров — заместитель министра сельского хозяйства Марийской АССР (1980—1991). Организатор и первый ректор Марийского института переподготовки кадров агробизнеса (1991—2000). Депутат Верховного Совета Марийской АССР (1980—1985). Ордена «Знак Почёта» (1973, 1977). Заслуженный работник сельского хозяйства Российской Федерации (1993).